# Robert Wielockx
Robert Wielockx (* 15. Dezember 1942 in Balen; † 30. Juni 2024 in Mol) war ein belgischer Theologe.

## Leben
Nach der Priesterweihe am 4. September 1966 für das Bistum Antwerpen erwarb er 1971 die Promotion in Theologie an der Pontificia Università Gregoriana und 1981 die Promotion in Philosophie an der KU Leuven. Er war Professor für Theologie des Mittelalters an der Universität Leuven (1988), Gastprofessor an der Pontificia Università della Santa Croce (1997) und Professor an der Theologischen Fakultät der Pontificia Università della Santa Croce (2001 bis 2024).

## Schriften (Auswahl)
- Hg.: Apologia. Firenze 1985, ISBN 88-222-3380-8.
- mit Andrea Aiello: Goffredo di Fontaines Aspirante Baccelliere Sentenziario. Le autografe Notvle de scientia theologie e la cronologia del Ms. Paris BNF Lat. 16297. Turnhout 2008, ISBN 978-2-503-52622-5.
- Hg.: Corpus philosophorum Danicorum medii aevi. 14: Boethii Daci Quaestiones super librum de anima I–II. Kopenhagen 2009, ISBN 978-87-7533-005-8.